# Dolda tillgångar
Dolda tillgångar (engelska: Hidden Figures) är en amerikansk biografisk dramafilm från 2016, regisserad av Theodore Melfi och skriven av Melfi och Allison Schroeder. Den är baserad på boken Dolda tillgångar av Margot Lee Shetterly och är en autentisk historia. Filmen handlar om tre kvinnliga afroamerikanska matematiker som arbetade på NASA under början av 1960-talet. I filmen medverkar Taraji P. Henson, Octavia Spencer, Janelle Monáe, Kevin Costner, Kirsten Dunst, Jim Parsons, Aldis Hodge, Glen Powell och Mahershala Ali.
Filmen hade biopremiär i USA den 25 december 2016 och i Sverige den 24 februari 2017.
Vid Oscarsgalan 2017 var filmen nominerad till tre Oscars för Bästa film, Bästa kvinnliga biroll till Spencer, och Bästa manus efter förlaga. Vid Golden Globe-galan 2017 var filmen nominerad till två Golden Globes för Bästa kvinnliga biroll till Spencer, och Bästa filmmusik. Vid BAFTA-galan 2017 var filmen nominerad till en BAFTA Award för Bästa manus efter förlaga. Filmen belönades med Screen Actors Guild Award för bästa rollbesättning i en film.

## Handling
År 1961 arbetar matematikern Katherine Johnson som "beräknare" (eng. "computer", samma term som idag används för "dator") på West Area Computers avdelning på Langley Research Center i Hampton, Virginia tillsammans med sina kollegor, blivande ingenjör Mary Jackson och hennes inofficiella chef Dorothy Vaughan.
Efter att Sovjetunionen lyckats sända upp en satellit ökar pressen på att skicka ut amerikanska astronauter i rymden. På grund av sin skicklighet i analytisk geometri får Katherine i uppdrag av sin chef, Vivian Mitchell, att assistera Al Harrisons rymdgrupp. Hon blir därmed den första afroamerikanska kvinnan i gruppen - och det i en byggnad som saknar toaletter för icke-vita personer.
Katherines nya kollegor, särskilt chefsingenjör Paul Stafford, är till en början både avvisande och nedsättande mot henne. Samtidigt avslår Vivian Mitchell Dorothys Vaughans förfrågan om att få bli officiellt utnämnd till ansvarig. Mary Jackson upptäcker en spricka i experimentrymdkapselns värmesköld, vilket ger henne incitament att arbeta extra hårt på sin ingenjörsexamen.
På en grillmiddag möter Katherine Jim Johnson, National Guard officer, och de attraheras av varandra, men hon blir besviken när han visar sig vara skeptiskt inställd till kvinnors matematiska begåvning. Han ber senare om ursäkt och de gifter sig.
Harrison ger sina anställda i uppgift att lösa en komplicerad matematisk ekvation, där Katherine visar framfötterna, vilket imponerar på honom. Mercury 7-astronauterna besöker Langley och astronauten John Glenn är välvilligt inställd till West Area Computers.
Med tiden blir Katherine mer bekant med sina kollegor. Harrison blir upprörd när hon inte är på sin plats och hon förklarar argt hur långt hon måste gå till de färgades toalett i en annan byggnad. Harrison förbjuder då de segrerade toaletterna genom att personligen slita ner skylten Toalett för färgade. Trots Staffords protester bjuder han med Katherine till deras möten, där hon skapar en komplicerad ekvation för att tryggt leda rymdkapseln tillbaka till jordatmosfären. Trots detta tvingas Katherine att ta bort sitt namn från alla rapporter, som endast tillskrivs Stafford. Mary går till domstolen och domaren ger henne tillåtelse att deltaga i kvällsundervisningen på en helvit skola för att hon ska få sin ingenjörsexamen.
Dorothy får höra talas om en kommande installation av en elektronisk dator, IBM 7090, som skulle kunna ersätta hennes kollegor. Hon går till datorrummet och startar maskinen. Mitchell gratulerar Dorothy till hennes arbete och menar att hon aldrig behandlat henne annorlunda för att hon är svart, men Dorothy är tveksam. När hon lärt sig FORTRAN och har undervisat sina West Area-kollegor utnämns hon till chef för Programming Department och de andra överförs dit. Mitchell tilltalar slutligen Dorothy som ”Fru Vaughan” och visar henne därmed respekt.
När arrangemangen inför uppskjutningen av John Glenn avslutats, informeras Katherine om att hon inte längre behövs vid Space Task Group och hon sänds tillbaka till West Area Computers.
Före uppskjutningen uppstår avvikelser i beräkningarna för kapselns landningskoordinater i IBM 7090 och Glenn kräver att Katherine kallas tillbaka för att kolla beräkningarna. Katherine gör så och meddelar kontrollrummet resultaten fast får dörren stängd mitt framför näsan, men Harrison tar med henne till kontrollrummet så att de tillsammans kan meddela Glenn resultaten.
Efter en framgångsrik uppskjutning tänds en kontrollampa för kapselns värmeskydd. Kontrollrummet beslutar om landning efter tre omloppsbanor istället för sju. Katherine föreslår att de bör lämna kvar bromsraketen på värmeskyddet inför återfärden, vilket Harrison genast går med på. Deras instruktioner visar sig vara korrekta och Friendship 7 kan landa i havet.
Efter detta uppdrag ersätts matematikerna av datorer. Katherine kommer tillbaka till Analysis och Computation Division, Dorothy är chef för Programming Department och Mary får efter sin examen anställning som ingenjör vid NASA.
I en epilog berättas att Katherine beräknade banorna för Apollo 11 och rymdfärjorna. År 2015 tilldelades hon presidentens frihetsmedalj. År 2019 tilldelades Johnson, Vaughan och Jackson Kongressens guldmedalj. För att hedra Katherine Johnson uppkallades 2016 ett nytt stort forskningsområde vid Langley Research Center till Katherine G. Johnson Computational Research Facility.

## Rollista
| Taraji P. Henson | – Katherine G. Johnson       |
| Octavia Spencer  | – Dorothy Vaughan            |
| Janelle Monáe    | – Mary Jackson               |
| Kevin Costner    | – Al Harrison                |
| Kirsten Dunst    | – Vivian Mitchell            |
| Jim Parsons      | – Paul Stafford              |
| Mahershala Ali   | – överste Jim Johnson        |
| Aldis Hodge      | – Levi Jackson               |
| Glen Powell      | – John Glenn                 |
| Kimberly Quinn   | – Ruth                       |
| Olek Krupa       | – Karl Zielinski             |
| Donna Biscoe     | – Joylette Coleman           |
| Saniyya Sidney   | – Constance Johnson          |
| Maria Howell     | – Ms. Summer                 |
| Rhoda Griffis    | – bibliotekarie              |
| Gary Weeks       | – reporter på presskonferens |

## Mottagande
Dolda tillgångar möttes av positiva recensioner av kritiker. På Rotten Tomatoes har filmen ett medelbetyg på 93 %, baserad på 227 recensioner, och ett genomsnittsbetyg på 7,6 av 10. På Metacritic har filmen genomsnittsbetyget 74 av 100, baserat på 47 recensioner.

## Utmärkelser
| Priser och nomineringar    | Priser och nomineringar     | Priser och nomineringar                                                             | Priser och nomineringar |
| Utmärkelse                 | Kategori                    | Mottagare                                                                           | Resultat                |
| -------------------------- | --------------------------- | ----------------------------------------------------------------------------------- | ----------------------- |
| Oscar                      | Bästa film                  | Donna Gigliotti, Peter Chernin, Jenno Topping, Pharrell Williams och Theodore Melfi | Nominerad               |
| Oscar                      | Bästa kvinnliga biroll      | Octavia Spencer                                                                     | Nominerad               |
| Oscar                      | Bästa manus efter förlaga   | Allison Schroeder och Theodore Melfi                                                | Nominerad               |
| Golden Globes              | Bästa kvinnliga biroll      | Octavia Spencer                                                                     | Nominerad               |
| Golden Globes              | Bästa filmmusik             | Hans Zimmer, Pharrell Williams och Benjamin Wallfisch                               | Nominerad               |
| BAFTA Awards               | Bästa manus efter förlaga   | Allison Schroeder och Theodore Melfi                                                | Nominerad               |
| Screen Actors Guild Awards | Bästa ensemble i en film    |                                                                                     | Vann                    |
| Screen Actors Guild Awards | Bästa kvinnliga biroll      | Octavia Spencer                                                                     | Nominerad               |
| Critics' Choice Awards     | Bästa kvinnliga biroll      | Janelle Monáe                                                                       | Nominerad               |
| Critics' Choice Awards     | Bästa ensemble              |                                                                                     | Nominerad               |
| Critics' Choice Awards     | Bästa manus efter förlaga   | Allison Schroeder och Theodore Melfi                                                | Nominerad               |
| Satellite Awards           | Bästa rollbesättning i film |                                                                                     | Vann                    |
| Satellite Awards           | Bästa film                  |                                                                                     | Nominerad               |
| Satellite Awards           | Bästa kvinnliga huvudroll   | Taraji P. Henson                                                                    | Nominerad               |
| Satellite Awards           | Bästa kvinnliga biroll      | Octavia Spencer                                                                     | Nominerad               |
| Satellite Awards           | Bästa manus efter förlaga   | Allison Schroeder och Theodore Melfi                                                | Nominerad               |
| Satellite Awards           | Bästa musik                 | Hans Zimmer, Pharrell Williams och Benjamin Wallfisch                               | Nominerad               |
| Satellite Awards           | Bästa sång                  | "Runnin'"                                                                           | Nominerad               |

### Fotnoter
1. ↑  ”Hidden Figures” (på engelska). Box Office Mojo. 25 december 2016. http://www.boxofficemojo.com/movies/?id=hiddenfigures.htm. Läst 3 februari 2018.
2. ↑  ”Dolda tillgångar”. Svensk filmdatabas. 24 februari 2017. http://www.svenskfilmdatabas.se/sv/item/?type=film&itemid=88516. Läst 3 februari 2018.
3. ↑  Joseph, Natalie (10 december 2019). ”‘Hidden Figures’ Honored at U.S. Capitol for Congressional Gold Medal”. NASA. http://www.nasa.gov/feature/hidden-figures-honored-at-us-capitol-for-congressional-gold-medal. Läst 13 oktober 2020.